# Coat-Méal
Coat-Méal (tiếng Breton: Koz-Meal) là một xã của tỉnh Finistère, thuộc vùng Bretagne, miền tây bắc Pháp.

## Dân số
Người dân ở Coat-Méal được gọi là Coat-Méaliens.